# Gabriel Terra Leivas
José Luis Gabriel Terra Leivas (Montevideo, 1 d'agost de 1873 - ibídem, 15 de setembre de 1942), fou un advocat i polític uruguaià, president de la República entre 1931 i 1938.

## Biografia
Graduat d'advocat el 1895, va ser diputat, ministre del president Claudio Williman, membre de l'Assemblea Constituent el 1917, ministre del president Baltasar Brum i membre del Consell Nacional d'Administració entre 1925 i 1930.
Integrant del Partit Colorado, encara que independent moltes vegades de les actituds dominants del seu líder, José Batlle y Ordóñez, i expert en temes econòmics i diplomàtics, la seva candidatura a la presidència el 1930 va ser oposada a la de Julio María Sosa, correligionari seu.
Quan era president des de l'1 de març de 1931, es va oposar des d'un principi a la Constitució de 1917. El 31 de març de 1933, amb el suport de la policia i del Cos de Bombers, dirigits pel seu cunyat Alfredo Baldomir, l'exèrcit, i el sector majoritari del Partit Nacional, dirigit per Luis Alberto de Herrera, va donar un cop d'estat, conegut com la «Dictadura de Terra», pel qual es va dissoldre el parlament i es va censurar la premsa.

### Govern
Va instaurar un govern de caràcter conservador, autoritari i antiliberal al qual es van oposar el batllisme i l'esquerra. El 1934 va fer promulgar una nova constitució de caràcter presidencialista què va tenir vigència plena fins al 1942. Va ser elegit president novament aquell any, i va exercir el comandament fins al 19 de juny de 1938.
Durant el seu mandat es va desenvolupar una política industrial de substitució d'importacions i es van realitzar obres públiques d'importància com la presa de Rincón del Bonete, inaugurada el 1937. Va trencar relacions diplomàtiques amb l'URSS el 1935 i va reconèixer el govern de Francisco Franco el 1936.
Va sortir airós d'un atemptat contra la seva vida el juny de 1935 i va poder igualment sufocar un aixecament armat contra el seu govern, ocorregut el mateix any.